# Penkridge
Penkridge est une ville dans le Staffordshire en Angleterre, située à 9.4 kilomètres de Stafford. Sa population est de 7 181 habitants (2001). Dans le Domesday Book de 1086, elle a été énumérée comme Pancriz.